# 사진 식자
사진 식자는 사진 기술을 이용한 조판 방식이다. 글꼴 모양의 사진 네거티브 판을 사진 식자기에 걸고 한 글자씩 암통 안에 들어 있는 인화지의 감광시켜 조판한다.
사진 원판은 정상적인 사용으로는 손상되지 않아 반영구적이며 사진 기술을 이용하므로 렌즈를 이용해 글자 크기를 확대하거나 축소할 수 있을 뿐만 아니라 기울임, 세로 확대, 가로 확대 등 모양을 왜곡하는 것도 가능하다.

## 금속 활자와 비교
금속 활자는 같은 글꼴을 크기별로 주조해서 모든 세트를 갖추어야 한다. 알파벳과 달리 한글과 한자는 음소 단위로 활자를 만드는 것이 아니라 음절 단위로 만들어야 하기 때문에 수천 글자를 갖추어야 한다. 헤드라인용 큰 서체부터 단계별로 수천 자를 제작하고 관리하는 것은 쉬운 일이 아니다.
사진 식자는 하나의 원판 글자를 자유롭게 확대·축소할 수 있으며 엽서만한 얇은 유리판에 수십 글자가 들어가므로 원판을 보관하기도 쉽다.
크기의 변형뿐 아니라 기울임 각도, 가로·세로 변형도 가능해서 기울임체, 장체, 평체를 만들 수 있다.
조판에 사진 식자가 가져온 가장 큰 변화는 마이너스 자간이다. 글자를 겹칠 수 있게 된 것이다.
금속 활자는 글자가 활자의 몸체 위에 양각으로 새겨져 있어서 활자의 몸체보다 좁아지는 것이 불가능하다.
사진 식자는 한 글자씩 인화지에 감광시키는 방식이므로 한 글자를 감광시키고 한 글자 폭보다 좁게 이동해서 다음 글자를 감광시키면 한 글자의 폭보다 좁게 글자를 배열할 수 있다.
이로써 가독성을 높이면서 공간을 절약할 수 있게 되었다.

## 사진 식자의 단점
- 사진 식자는 조판 하는 동안 조판된 모양을 볼 수 없다.
- 글자가 감광될 위치를 수치로 계산해서 이동한 감광시킨 후 글자폭 만큼 이동시켜서 다음 글자를 감광시켜야 하므로 미리 계산하고 정확하게 실행하지 않으면 조판이 흐트러질 수 있다.
- 보면서 조판할 수 없었기 때문에 한 페이지를 사진 식자를 이용해 조판하는 대신 부분부분 계산 하기 쉬운 만큼씩 식자하고 인화한 후 대지에 식자된 인화지를 잘라 붙여 페이지 레이아웃을 하는 방법을 사용해야 했다.

## 콜드타이프
조판이 끝난 판으로부터 또는 팩시밀리의 경우에는 사진제판된 원판으로부터 지형(紙型)을 뜬 후 그것에 납(鉛)을 녹여 부어 연판(鉛版)을 만들어 인쇄하는 방식으로 납 덩어리를 녹여 쓰는 관계로 핫타이프 시스템(hot type system)이라고 불린다. 이에 대해 전면사식(全面寫植)에 의한, 또는 팩시밀리에 의해 사진제판된 원판을 그대로 윤전기에 걸어서 오프셋 인쇄 혹은 철판직쇄(凸版直鎖)를 하는 방식을 콜드타이프 시스템이라고 한다. 이 방식은 활자, 모노타이프, 지형 롤링 머신(rolling machine), 연판주조기 따위의 기계설비나 다량의 연괴(鉛塊) 등의 자재를 필요로 하지 않고 또한 텔레타이프나 전자동식자기와 연결시켜 사용할 수 있기 때문에 매우 편리하다.